# 狭山市入間川七夕まつり
狭山市入間川七夕まつり（さやましいるまがわたなばたまつり）は埼玉県狭山市入間川地区にて8月第1土曜日（11時から21時30分）・日曜日（11時から21時）に実施される七夕祭り。

## 概要
関東三大七夕祭りの一つに数えられ、既に江戸時代中期には飾り付けが行われていたことが判明している。狭山市駅前から「七夕通り」（「七夕通り商店街」「狭山一番街」。埼玉県道340号中新田入間川線）を中心に約2kmの沿道には、商店、事業所、市民が出品した130本を超える竹飾りで埋め尽くされる。竹飾りコンクール、納涼花火大会、小学生による鼓笛隊パレード、民謡流し、阿波踊りコンテストなども実施。毎年40万人ほどが訪れる。狭山市駅西口の「市民広場」と西武バス七夕通り商店街停留所（まつり開催中は運休）前の「まつり広場」（入間川七夕通り商店街振興組合駐車場）が主会場となる。

## 開催日程
8月第1土曜日・日曜日に開催。竹飾り展示時間は8月第1土曜日が11時から21時30分、日曜日11時から21時。
元来旧暦による「月遅れ」の七夕行事であり、長らく開催日は平日・休日を問わず8月6日・7日に固定されていたが、客足を伸ばす目的のほか、路線バスが通行する道路を塞ぐことから当日の交通事情への影響が大きいため、平日を避け8月第1土曜日・日曜日に変更された。またかつては開催時間も8月6日は10時から22時30分、7日は10時から22時と長時間に及び、両日とも路線バスの運行がほとんどできなくなっていた。8月第1土曜日・日曜日に変更されてからは朝・夜の路線バス通行時間を確保するなどの交通事情の都合により、土曜日11時から21時30分、日曜日は11時から21時となっている。
納涼花火大会は土曜日の19時から20時頃まで、入間川河川敷より花火を打ち上げる。打ち上げ数は約3000発、大玉60発の花火早打ちも開催される。悪天候の場合は日曜日に順延となる。小学生による鼓笛隊パレード・民謡流しは土曜日午後、阿波踊りコンテストは日曜日夕方に行われる。

## 歴史
行事としての起源ははっきりしていないが、七夕祭りとしては仙台七夕に次いで古くから行われているものと見られる。中世に開かれた鎌倉街道上道・入間川宿以来の旧入間川村の商店・宿屋などが、江戸時代中期頃から一斉に七夕の飾りつけを行っていた記録があり、概ね現在の埼玉県道340号中新田入間川線（旧国道16号指定区間）沿いを範囲としていた。古くは1mほどの竹に短冊を吊り下げ、五穀豊穣や無病息災を願い、祭りが終わると魔除けや清め・祓えの意味から竹飾りはすべて入間川に流していた（現在は河川環境・水質保護の観点から行われていない）。明治時代以降も通り沿いの商店などの行事として存続し、当時の写真も残されている。1894年（明治27年）、入間川村に川越鉄道が開通し、入間川駅（現・狭山市駅）が開業。1901年（明治34年）には入間馬車鉄道も開業し、公共交通機関が整備されると近隣町村からの観光客が集まり、賑わいを見せるようになった。竹飾りのみならず花火の打ち上げや鼓笛隊パレード、阿波踊りコンテスト、和太鼓、ダンス、囃子など郷土芸能の披露等の催しもプログラムに組み込んで祭りとしての規模を拡大し、現在に至っている。
戦後の1954年（昭和29年）7月、入間郡入間川町・入間村・堀兼村・奥富村・柏原村・水富村が合併し、狭山市が発足。これを契機として狭山市観光協会主催・狭山市入間川七夕祭実行委員会運営という現行の開催体制が確立した。長らく「入間川七夕祭り」と呼ばれ、専ら「入間川の行事」として認識されており、かつては隣の入間（入曽）地区の入曽駅前においても同日に別個の七夕祭りが開催されていた。入間川地区同様に竹飾りコンクールや民謡流しも行われていたが、その後入曽駅前の七夕祭りは廃絶し、8月下旬開催の夏祭り「入曽まつり」に移行した。その「入曽まつり」も入曽駅周辺地区整備事業の遅延などが影響し、開催場所確保が困難となり、2011年をもって中断。以後は入曽駅前の商店・農協・狭山茶業農業協同組合が開催するイベント等に変更されている。
狭山市内の小学校では児童の夏休みの図画工作の宿題として「七夕の絵」があり、提出後に狭山市教育委員会より記念品の鉛筆2本が配られる。「七夕の絵」であればこの祭り自体の絵でなくても良いが、祭り当日には多くの子供が訪れ、竹飾りや祭りの様子を写生する姿が見られる。幼児から小・中学生を対象とした市主催の絵画コンクールも行われている。しかし2000年代以降は少子化などが影響し、子供の来場者が減少した。このため市制施行50周年を前に改めて「狭山市民の行事」として位置づけ直し、「狭山市入間川七夕祭り」の呼称を用いるようになり、入間川に限らず市内全域の小中学校や事業者などからの竹飾りや短冊の出品、阿波踊り参加などを募るようになった。2008年（平成20年）には狭山市観光協会により狭山市中心市街地活性化推進事業イメージキャラクター（ゆるキャラ）として、七夕祭りをイメージした「観光大使・七夕の妖精おりぴぃ」の使用が開始され、2013年（平成25年）にはこの「七夕の妖精おりぴぃ」を狭山市公式イメージキャラクターに制定した。また祭り初日の土曜日には狭山市長や市議会議長、市選出埼玉県議会議員らも出席する開会式を行い、狭山市を象徴する行事、市民祭の色彩を濃くしている。2012年には狭山市駅西口地区再開発事業が完了し、駅前に「市民広場」など新たに会場が整備されたほか、道路整備や旧市街地の住民移転に伴い、これまで参加していなかった自治会の商店・事業者・住民らも竹飾り出品に参加するようになっている。2017年には埼玉県立狭山高等学校出身のタレントデビット伊東が狭山市観光大使に就任し広報活動を展開したほか、新たに短冊記入コーナーと写真撮影コーナーも会場に設置し、来場者がその場で祭りに参加できるようになった。2018年には浴衣コンテストや狭山青年会議所による「～狭山大好き！天の川スライダー～」（ウォータースライダー）など新たな企画も加えられた。
2019年12月、2020年の狭山市入間川七夕まつり及び納涼花火大会について、同年8月に2020年東京オリンピックのゴルフ競技が狭山市と川越市にまたがる霞ヶ関カンツリー倶楽部を会場として開催されることに伴い、市内の警備等の都合から中止することが発表された。その後2020年、同年の新型コロナウイルス感染拡大により同年中にオリンピックは開催されないことになったが、狭山市入間川七夕まつり及び納涼花火大会についても同感染症流行の状況に鑑み中止することになった。2021年についても同様の理由により中止となった。2022年については規模を例年より大幅に縮小するものの3年ぶりに開催された。内容はやらい飾り及び竹飾りの展示と竹飾りコンクールのみとし、三密回避のため納涼花火大会、民踊流し、小学生七夕パレード、阿波踊りは中止、狭山市駅西口市民広場等における飲食ブース及び露店商の出店も行われなかった。
2023年は7月29日・30日に開催。同年5月の新型コロナウイルス感染症の五類移行（感染症の予防及び感染症の患者に対する医療に関する法律参照）を受け、2019年以来4年ぶりに通常規模の開催となった。2024年は狭山市制施行70周年を記念する行事として開催されることになったが、納涼花火大会については来場者の誘導・安全のほか、花火の燃えカスが会場周辺の住宅等に飛散する問題、およびそれらに対応するための人員と費用の確保等課題が多く、見送りとなった。

## 竹飾り
「七夕通り商店街」「狭山一番街」と呼ばれる埼玉県道340号中新田入間川線沿いの商店や家々の両側の軒（あるいは両側の支柱）に竹竿を渡してくす玉飾りや吹流しなどを吊るす「矢来飾り」と称する江戸時代以来の飾り方を行っているほか、一般的な竹飾りもある。入間川では七夕以外の行事でもその時々の世相を示す作品を作る習慣があったため、七夕も同様に世相やニュースをあしらった竹飾りが多い。こうした竹飾りは旧入間川町時代の1950年から登場し、現在の七夕祭りの原型となった。モーター仕掛けの飾りや電飾なども多用されている。商店などでは祭り当日まで他人に飾りを見せないしきたりになっているという。竹飾りの材料にはビニールなどが利用されるが、必ず紙も使い、竹の先端に共通の「魔除けの飾り」を付ける決まりになっている。2015年には狭山青年会議所の企画・主催により高さ約20メートルの「日本一巨大な竹飾り」の製作・展示が市民2161名によって行われ、「日本一高い竹飾り」として有限会社バードランドが管理する日本一ネットに登録された。「日本一巨大な竹飾り」にも高さ約20メートルの先端部に「魔除けの飾り」が付けられた。

## 露店
七夕通り沿いに100を超える露店が軒を連ねる。七夕通り沿いの天満天神社境内にお化け屋敷（「お化け大会」）も作られる。1人五百円で入場でき、入ってすぐの入口で妖怪が飛び出してきて脅かされる。子供たちにはとても人気である。ゆるキャラ「観光大使・七夕の妖精おりぴぃ」との記念撮影コーナー、農協の物産コーナー、救急隊・消防団・ボランティア関係のブースも設けられる。

## テレビ中継
狭山ケーブルテレビが土日2日間にわたって竹飾りや納涼花火大会、民謡流し、阿波踊りコンテストなどを会場を巡って生中継し、竹飾り製作や阿波踊り参加団体の練習の様子、市長や主催者からのコメントも紹介される。後日ダイジェスト番組も放送している。2022年については竹飾り展示以外の行事はすべて中止されたため、中継番組も土曜日の午後1時間のみの放送に縮小された。2023年以降は生中継はなく収録番組の放送となっている。

## 交通
西武新宿線狭山市駅下車。西口側からそのまま会場となる。
祭り会場となる道路は当日車両通行止めにし、歩行者天国となるため、狭山市駅西口に通じる西武バス路線は一部区間運休・折り返し・臨時便運転となる。　
狭山市駅においても旧駅舎当時から駅構内にて七夕の飾り付けを行っている。2010年に竣工した橋上新駅舎には七夕の飾り付けが可能な仕掛けを設けている。また同年の新駅舎供用開始時より入間川七夕祭りにちなみ童謡「たなばたさま」を発車メロディに変更した。この発車メロディは季節を問わず通年で使用されている。また改札内コンコースには七夕飾りをデザインしたガラス壁面がある。
駐車場は狭山市役所一般駐車場に130台分（有料）の他はほとんどないため、公共交通機関での来場が呼びかけられている。